# Прапор Мшанця (Самбірський район)
Прапор Мшанця — офіційний символ села Мшанець, Самбірського району Львівської області, затверджений 11 вересня 1999 року рішенням сесії Мшанецької сільської ради.
Автор — А. Гречило.

## Опис
Квадратне біле полотнище, з верхнього кута від древка по діагоналі йде синя смуга (завширшки в 2/7 сторони прапора), на якій три білі качки.

## Зміст
На печатках Мшанецької громади з ХІХ ст. було зображено дерево та три качки. Цей сюжет збережено й у сучасних символах.